# 郭宝昌
郭宝昌（1940年8月—2023年10月11日），中国著名导演、作家，毕业于北京电影学院。妻子柳格格。人称“宝爷”。

## 生平
- 原名李宝常，年幼时被卖入同仁堂乐家做养子，随养母郭榕姓[1]，养父乐敬宇[2]。
- 1965年毕业于北京电影学院导演系。
- 1972年分配到广西电影制片厂任艺术总监。
- 1984年调入深圳影业公司。
- 2023年10月11日，在北京去世。[3]

## 作品

### 电影
- 1980年《神女峰的迷雾》导演
- 1981年《潜影》导演
- 1982年《春兰秋菊》导演
- 1984年《雾界》导演
- 1988年《他选择了谋杀》导演、编剧
- 1986年《男性公民》导演、编剧 合作导演：李小龙 合作编剧：卢克健
- 1990年《联手警探》导演
- 1992年《蓝风筝》饰第三任丈夫
- 1993年《黑花杀手》编剧，合作编剧：陈建功、苏文扬
- 《特区移民》导演
- 2005年《春闺梦》导演、编剧

### 电视剧
- 《没有终点的跑道》导演
- 1991年《淮阴侯韩信》导演
- 1994年《大老板程长庚》导演
- 1997年《日落紫禁城》导演
- 1998年《悲欢岁月》导演、编剧 合作编剧：计红绪
- 2000年《剑客春秋》导演
- 2000年《这里没有冬季》导演
- 2000年《大宅门》饰沈树仁 导演、编剧
- 2001年《欲望的漩涡》导演、编剧
- 2001年《日出》饰金八爷
- 2001年《宅门逆子》导演、改编
- 2002年《婀娜公主》导演
- 2002年《大宅门2》导演
- 2004年《粉墨王侯》导演
- 2004年《酒巷深深》导演
- 2010年《幸福》导演